# Brian McDermott
Brian McDermott (Slough, 8 aprile 1961) è un allenatore di calcio ed ex calciatore inglese, di ruolo centrocampista.

## Carriera

### Giocatore
Ha giocato nella massima serie dei campionati inglese e svedese.

### Allenatore
Ha cominciato la carriera di allenatore mentre ancora militava da calciatore allo Slough Town, in quinta serie, stessa categoria dei due anni al Woking.
Dal 2000 al 2009 è scout al Reading, assumendo la guida della panchina dal 2009 al 2012 in seconda serie con annessa promozione, e poi guidando la squadra anche in massima serie fino al marzo 2013. Nell'aprile 2013 diventa il tecnico del Leeds.

## Palmarès

### Giocatore

#### Competizioni nazionali
- Coppa d'Inghilterra: 1

Arsenal: 1978-1979
- Second Division: 1

Oxford United: 1984-1985
- Coppa di Lega inglese: 1

Oxford United: 1985-1986
- Hong Kong Viceroy Cup: 1

South China: 1992-1993